# 93. pehotni polk (Avstro-Ogrska)
Za druge 93. polke glejte 93. polk.
93. pehotni polk (izvirno nemško Infanterie-Regiment Nr. 93; dobesedno slovensko: Pehotni polk št. 93) je bil pehotni polk k.u.k. Heera.

## Poimenovanje
- Mährisches Infanterie Regiment Nr. 93
- Infanterie Regiment Nr. 93 (1915 - 1918)

## Zgodovina
Polk je bil ustanovljen leta 1883. 

### Prva svetovna vojna
Polkovna narodnostna sestava leta 1914 je bila sledeča: 60% Nemcev, 35% Čehov in 5% drugih. Naborni okraj polka je bil v Mährisch-Schönbergu, pri čemer so bile polkovne enote garnizirane sledeče: Krakov (štab, III. in IV. bataljon), Bihać (I. bataljon) in Mährisch-Schönberg (II. bataljon).
Med prvo svetovno vojno se je polk bojeval tudi na soški fronti.
V sklopu t. i. Conradovih reform leta 1918 (od junija naprej) je bilo znižano število polkovnih bataljonov na 3.

## Organizacija
1918 (po reformi)
- 2. bataljon
- 3. bataljon
- 4. bataljon

## Poveljniki polka
- 1908: Erwin von Mattanovich[6]
- 1914: Karl Haas[1]